# Phorbia acklandi
Phorbia acklandi este o specie de muște din genul Phorbia, familia Anthomyiidae, descrisă de Willi Hennig în anul 1969. Conform Catalogue of Life specia Phorbia acklandi nu are subspecii cunoscute.